# Begonia gentilii
Espèce
Begonia gentilii est une espèce de plantes de la famille des Begoniaceae.
L'espèce fait partie de la section Loasibegonia.
Elle a été décrite en 1906 par Émile Auguste Joseph De Wildeman (1866-1947).

## Répartition géographique
Cette espèce est originaire du pays suivant : Zaire.